# Trouillas
Trouillas település Franciaországban, Pyrénées-Orientales megyében. Lakosainak száma 2291 fő (2022. január 1.). Trouillas Ponteilla, Villemolaque, Passa, Fourques, Terrats és Llupia községekkel határos.

## Népesség
A település népessége az elmúlt években az alábbi módon változott:
| Lakosok száma | 1903 | 1988 | 2051 | 2067 | 2123 | 2174 | 2222 | 2257 | 2291 |
|               | 2013 | 2015 | 2016 | 2017 | 2018 | 2019 | 2020 | 2021 | 2022 |